# 경상남도교육연수원
경상남도교육연수원(慶尙南道敎育硏修院)은 지방교육자치에 관한 법률 제32조 및 지방공무원 교육훈련법제8조에 따라 각급 학교 교직원 및 교육행정기관 소속 공무원 자질 향상과 창의적인 직무 능력을 배양하고 변화하는 시대의 교직관·가치관을 정립하여 경상남도 교육 발전에 이바지하게 하기 위하여 경상남도교육청 산하에 설치된 소속기관이다.